# Nébias
Nébias ist eine französische Gemeinde mit 257 Einwohnern (Stand: 1. Januar 2022) im Département Aude in der Region Okzitanien. Sie gehört zum Arrondissement Limoux und zum Kanton La Haute-Vallée de l’Aude. Die Bewohner nennen sich Nebiassais.
Nachbargemeinden sind Puivert im Nordwesten, Quillan im Osten, Coudons im Süden und Belvis im Südwesten.

## Bevölkerungsentwicklung
| Jahr      | 1962 | 1968 | 1975 | 1982 | 1990 | 1999 | 2009 | 2015 |
| --------- | ---- | ---- | ---- | ---- | ---- | ---- | ---- | ---- |
| Einwohner | 223  | 237  | 285  | 284  | 247  | 244  | 269  | 242  |

## Sehenswürdigkeiten
- Kirche Mariä Geburt (Église de la Nativité-de-Notre-Dame)

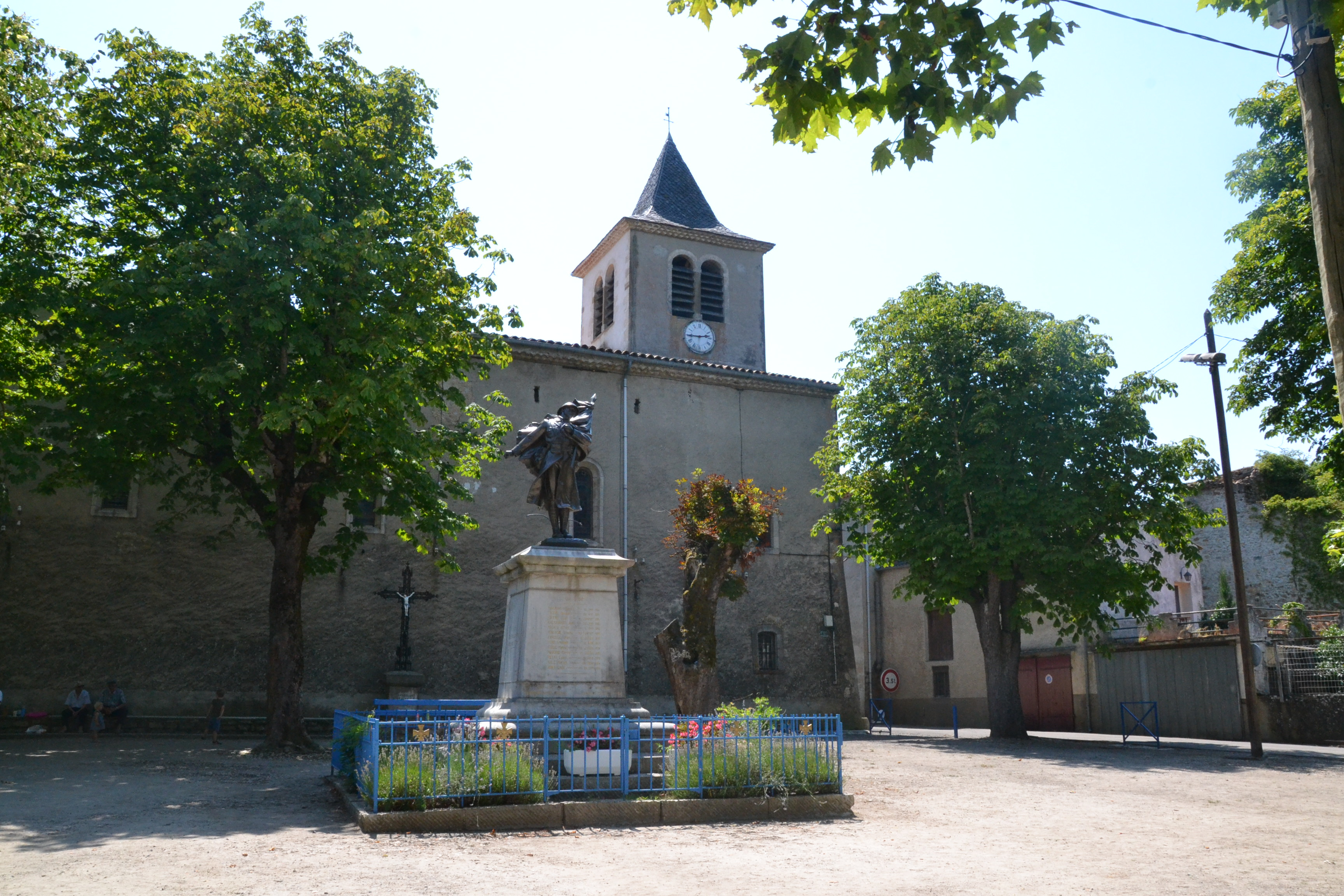
Kirche Nativité-de-Notre-Dame